# Terminus Le Carrefour
Cet article concerne le terminus d'autobus. Pour le Carrefour Laval, voir Carrefour Laval.
Le terminus Le Carrefour est un terminus métropolitain de l'Autorité régionale de transport métropolitain situé dans le quartier Chomedey à Laval. Ce terminus doit son nom au boulevard Le Carrefour, lui-même tirant son nom du centre commercial Carrefour Laval. Plusieurs lignes de la Société de transport de Laval et d'Exo se rendent sur place.

## Autobus

### Société de transport de Laval
| Circuit | Destinations                                        | Quai(s) | Tracé       | Horaires    |
| ------- | --------------------------------------------------- | ------- | ----------- | ----------- |
| 39      | Auteuil – Terminus Le Carrefour                     | 6       | [PDF] Tracé | Nord / Sud  |
| 42      | Saint-François – Terminus Le Carrefour              | 6       | [PDF] Tracé | Est / Ouest |
| 50      | Saint-Vincent-de-Paul – Terminus Le Carrefour       | 7       | [PDF] Tracé | Est / Ouest |
| 56      | Terminus Montmorency                                | 11      | [PDF] Tracé | Est         |
| 56      | Sainte-Dorothée                                     | 12      | [PDF] Tracé | Ouest       |
| 60      | Terminus Cartier                                    | 11      | [PDF] Tracé | Est         |
| 60      | Chomedey                                            | 13      | [PDF] Tracé | Ouest       |
| 61      | Fabreville                                          | 3       | [PDF] Tracé | Nord        |
| 61      | Terminus Montmorency                                | 5       | [PDF] Tracé | Sud         |
| 63      | Gare Sainte-Rose                                    | 3       | [PDF] Tracé | Nord        |
| 63      | Terminus Montmorency                                | 5       | [PDF] Tracé | Sud         |
| 66      | Terminus Le Carrefour – Sainte-Dorothée             | 13      | [PDF] Tracé | Est / Ouest |
| 70      | Terminus Cartier                                    | 8       | [PDF] Tracé | Est         |
| 70      | Terminus Montmorency                                | 7       | [PDF] Tracé | Ouest       |
| 902     | EXPRESS Terminus Le Carrefour – Terminus Côte-Vertu | 8       | [PDF] Tracé | Nord / Sud  |
| 903     | EXPRESS Gare Sainte-Dorothée                        | 2       | [PDF] Tracé | Nord        |
| 903     | EXPRESS Terminus Montmorency                        | 7       | [PDF] Tracé | Sud         |

### Autres sociétés d'autobus
Le terminus Le Carrefour dessert également sur les quais 9 et 10 des circuits d'autobus privés de Orléans Express, Groupe Galland et Autobus Maheux.